# Anagogia

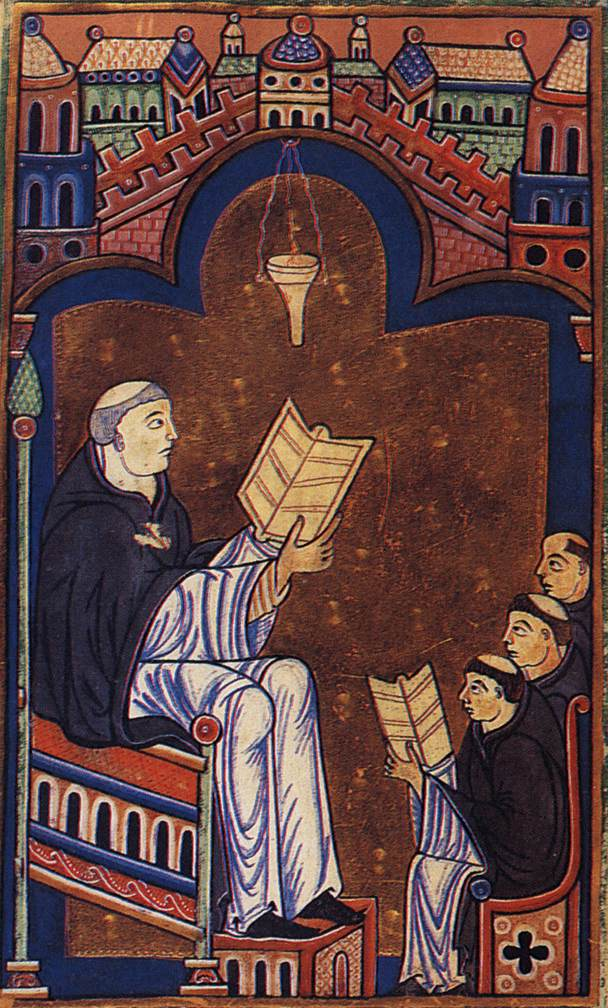
Ugo di San Vittore, filosofo della Scolastica. Il senso anagogico è classificato nel suo De scripturis.

Anagogia è un termine che nel tardo latino medievale sostituisce il precedente anagoge (in greco antico ἀναγωγή) che nella logica aristotelica indica quel processo induttivo che  dall'esperienza particolare porta alla definizione dell'universale e nel pensiero neoplatonico il cammino che attraverso i vari gradi del sensibile permette di attingere l'intelligibile.
Quest'ultimo significato è ripreso dall'esegesi biblica operata dalla Patristica, che dall'analisi della realtà dei fatti biblici coglie, per anagogia, un significato spirituale e futuro per cui, ad esempio, la resurrezione di Cristo va interpretata come l'evento anticipatore della resurrezione dei fedeli.
Accezioni del termine assumono rilievo anche nella filosofia moderna e nel linguaggio della critica letteraria.

## Esegesi biblica
Si ritrova nella locuzione «significato anagogico» per indicare uno dei quattro significati delle Scritture (letterale, allegorico, morale e anagogico) secondo la distinzione che può rinvenirsi in Ugo di San Vittore e, specificatamente, quello che rivela il significato più profondo e recondito delle Sacre scritture, mediante un procedimento che conduce dalle cose dell'esperienza sensibile a quella divina e, più in generale, dalle creature viventi alla loro causa prima.
Codificato nei simboli dell'interpretazione esegetica dei testi sacri, il significato anagogico "conduce" al divino e alla sua visione.

Gerarchicamente, nei quattro significati della Scrittura, quello anagogico viene per ultimo, dopo il significato letterale, quello allegorico e quello tropologico (o morale). Questa visione viene ripresa da Dante nel Convivio e nella lettera a Cangrande della Scala.
(Dante Alighieri. Convivio, II.i.6-8)

## Filosofia e critica letteraria
Il significato più generale si ritrova nell'indagine filosofica: per Leibniz, «l'induzione anagogica» è, infatti, quella che cerca di risalire alla causa prima.
Per estensione, nella critica letteraria, «l'interpretazione anagogica» è quella che tenta di andare oltre il senso letterale o immediato del testo.
Anagogia è anche il nome di una specifica scuola teologica e filosofica contemporanea che mette il concetto di anagogia al centro del proprio approccio speculativo, ideata negli anni '90 dal cardinale Giacomo Biffi insieme ad alcuni filosofi cattolici, e il cui esponente di maggiore spicco è Giuseppe Barzaghi O.P..